# Vieux-Villez
Vieux-Villez est une ancienne commune française, située dans le département de l'Eure en région Normandie, devenue le 1er janvier 2016 une commune déléguée au sein de la commune nouvelle du Val-d'Hazey.
Par arrêt du 27 juin 2019, la cour administrative d'appel de Douai a annulé l’arrêté préfectoral portant création de la commune du Val d'Hazey avec effet au 1er décembre 2019.
Sans attendre le résultat du recours en cassation formulé par le ministère de l'Intérieur devant le conseil d'État, le préfet de l'Eure a édicté, le 24 octobre 2019, un arrêté  assurant la continuité de l'entité juridique du Val d'Hazey au 1er décembre 2019.

## Géographie
Vieux-Villez est situé sur le plateau de Madrie.

## Toponymie
Le Dictionnaire topographique de la France relate les formes successives du nom de la commune : 
— De Veteribus Villeriis, 1259 (charte de la Noë)
— Veufvillier, Vieuvillers, 1469 (monstre)
— Vieux-Villers, 1485 (aveu du chapitre de Beauvais)
— Vetera Villaria (p. d’Évreux)
— Viévillers, Viévilliers, Viévillé, 1584 (aveu d'Henri de Silly)
— Vieux-Villier, 1631 (Tassin, Plans et profilz)
— Vieivillers, 1663 (P. Goujon).
Villers est un appellatif toponymique français et un patronyme qui procède du gallo-roman villare, dérivé lui-même du gallo-roman villa « grand domaine rural », issu du latin villa rustica. Il est apparenté aux types toponymiques Villars, Viller, Villiers et Willer
La proximité de Villers-sur-le-Roule explique la forme ancienne de Villers.

## Histoire
Le Dictionnaire des lieux habités de l'Eure y signale en 1975 une population de 138 habitants et les ruines du moulin des Quatre-Vents.
En janvier 2016, l'association Préservons nos campagnes et cinq conseillers municipaux opposants de la commune nouvelle ont formé un recours pour excès de pouvoir en saisissant le tribunal administratif de Rouen contre l'arrêté de la création de la nouvelle commune du Val d'Hazey. Le recours est rejeté le 17 octobre 2017. La cour administrative d'appel de Douai est alors saisie par les mêmes opposants d'une requête en annulation de la décision des juges de premier ressort.
Le jeudi 27 juin 2919, la commune nouvelle du Val d'Hazey est annulée par décision de la cour.
La décision prend effet le 1er décembre 2019.
Sans attendre le résultat de la saisine par le ministère de l'Intérieur du conseil d'État demandant la cassation de l'arrêt de la cour administrative d'appel, le préfet de l'Eure a édicté, le 24 octobre 2019, un arrêté  assurant la continuité de l'entité juridique du Val d'Hazey au 1er décembre 2019.

## Politique et administration
| Période                                  | Période          | Identité                | Étiquette | Qualité     |
| ---------------------------------------- | ---------------- | ----------------------- | --------- | ----------- |
| ca 1904                                  |                  | Pan                     |           |             |
| Les données manquantes sont à compléter. |                  |                         |           |             |
| ca 1943                                  | mars 1983        | Pierre Levaigneur       |           |             |
| Les données manquantes sont à compléter. |                  |                         |           |             |
| 11 mars 2001                             | 2008             | Jean-Jacques Mulot      |           |             |
| 14 mars 2008                             | 31 décembre 2015 | Sandrine Calvario-Botia | ?         | Professeure |

## Démographie
L'évolution du nombre d'habitants est connue à travers les recensements de la population effectués dans la commune depuis 1793. À partir du 1er janvier 2009, les populations légales des communes sont publiées annuellement dans le cadre d'un recensement qui repose désormais sur une collecte d'information annuelle, concernant successivement tous les territoires communaux au cours d'une période de cinq ans. 
Pour les communes de moins de 10 000 habitants, une enquête de recensement portant sur toute la population est réalisée tous les cinq ans, les populations légales des années intermédiaires étant quant à elles estimées par interpolation ou extrapolation. Pour la commune, le premier recensement exhaustif entrant dans le cadre du nouveau dispositif a été réalisé en 2008,.
En 2013, la commune comptait 194 habitants, en évolution de −2,51 % par rapport à 2008 (Eure : +2,66 %, France hors Mayotte : +2,49 %).
| 1793 | 1800 | 1806 | 1821 | 1831 | 1836 | 1841 | 1846 | 1851 |
| ---- | ---- | ---- | ---- | ---- | ---- | ---- | ---- | ---- |
| 110  | 101  | 115  | 91   | 132  | 133  | 150  | 158  | 136  |

| 1856 | 1861 | 1866 | 1872 | 1876 | 1881 | 1886 | 1891 | 1896 |
| ---- | ---- | ---- | ---- | ---- | ---- | ---- | ---- | ---- |
| 128  | 126  | 128  | 121  | 108  | 98   | 115  | 103  | 104  |

| 1901 | 1906 | 1911 | 1921 | 1926 | 1931 | 1936 | 1946 | 1954 |
| ---- | ---- | ---- | ---- | ---- | ---- | ---- | ---- | ---- |
| 98   | 90   | 95   | 90   | 98   | 93   | 92   | 85   | 85   |

| 1962 | 1968 | 1975 | 1982 | 1990 | 1999 | 2008 | 2013 | - |
| ---- | ---- | ---- | ---- | ---- | ---- | ---- | ---- | - |
| 101  | 94   | 86   | 110  | 134  | 160  | 199  | 194  | - |

## Lieux et monuments
- Église Saint-Denis du XIIe siècle (inscrite à l'inventaire général du patrimoine culturel [10]).
- Croix monumentale (idem[11]).
- Château Corneille du XVIIIe siècle.
- Lavoir.
- Salle polyvalente.

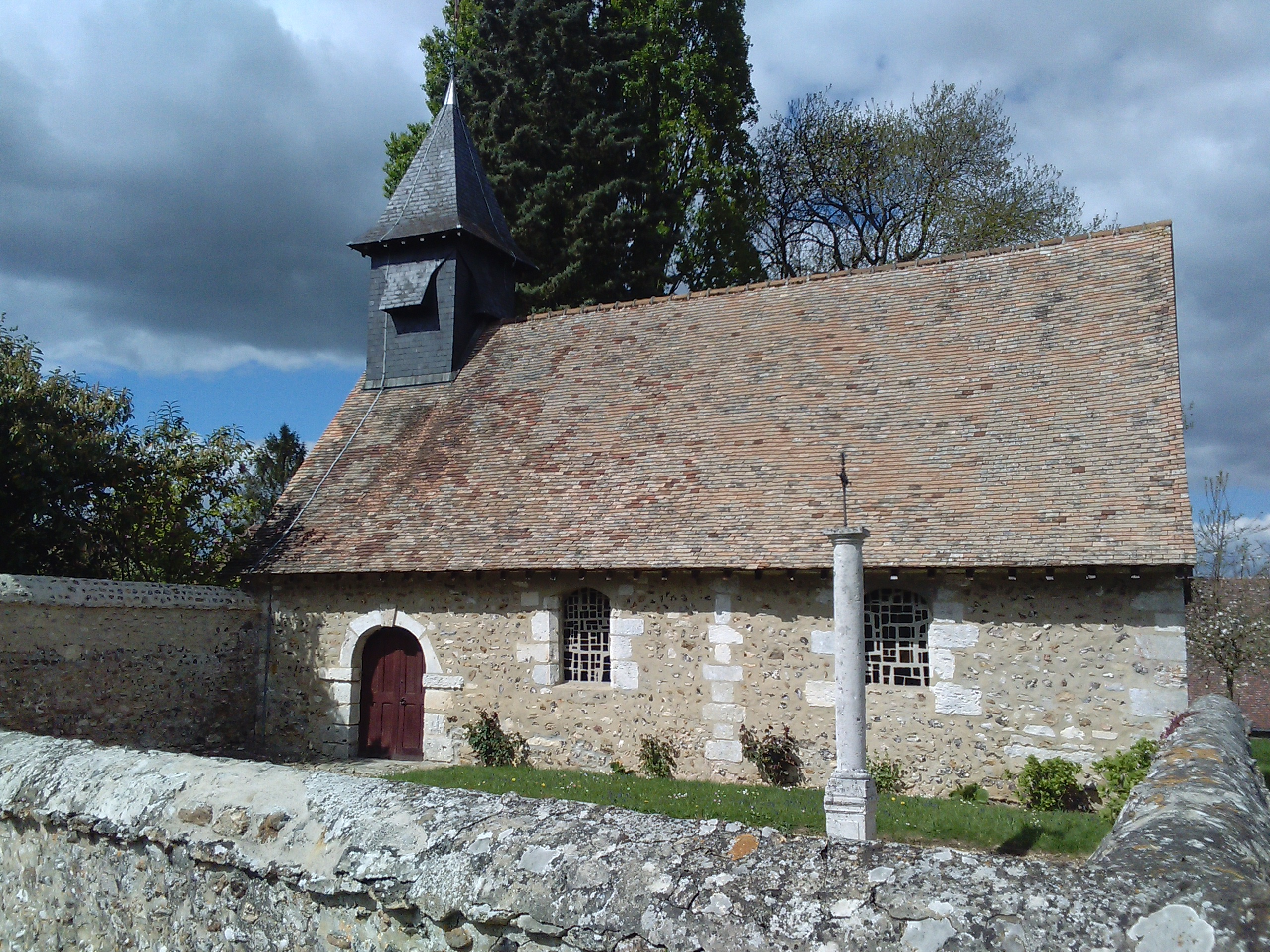
La petite église …
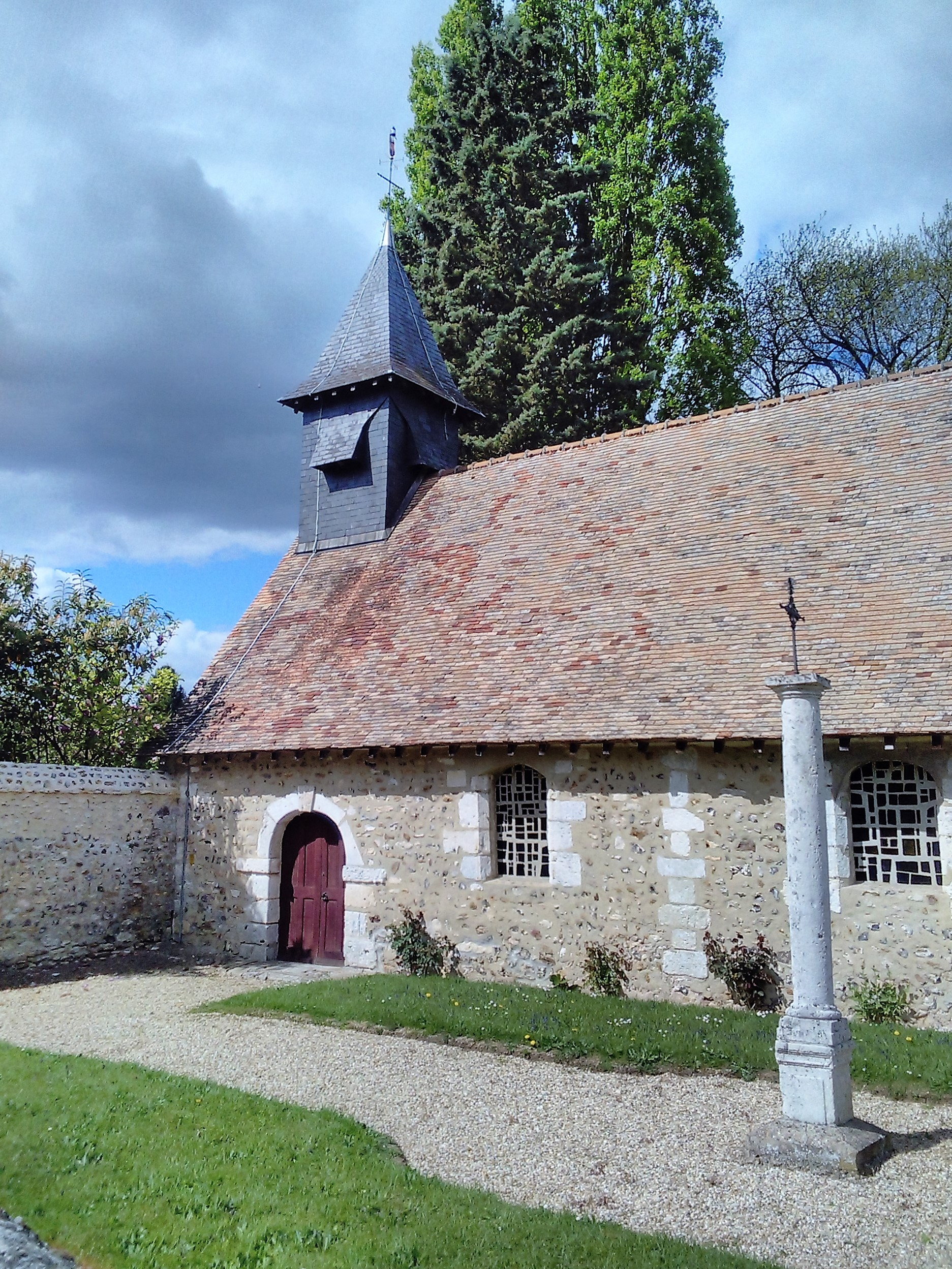
… dédiée à Saint Denis.
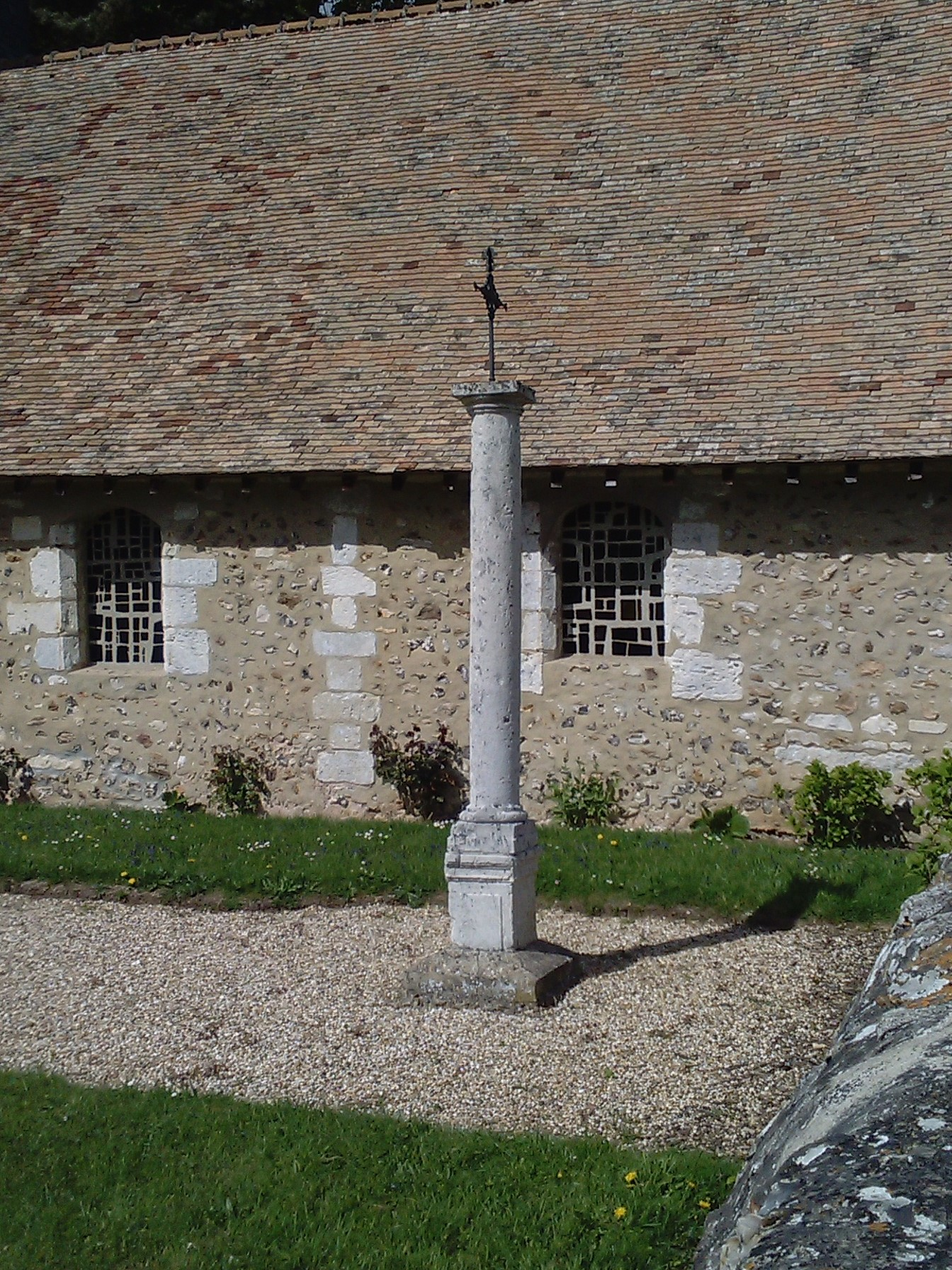
Enclos et croix monumentale.
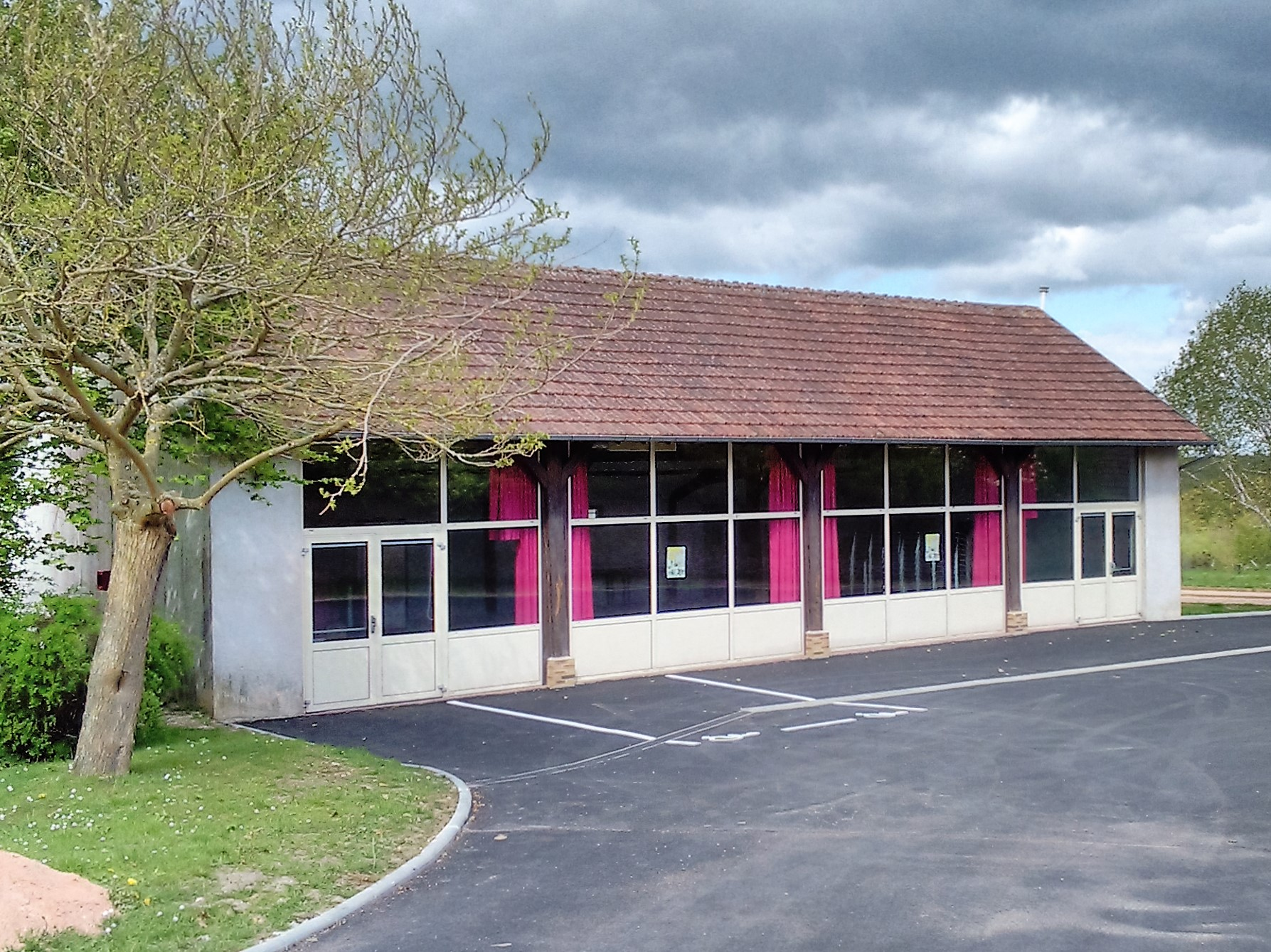
Salle polyvalente.

Descriptif complet de la base Mérimée : 

## Personnalités liées à la commune
- Le 18 août 1789, Louis Duval, curé de Vieux-Villez, est inhumé à Ecquetot, où son frère était aussi curé.